# Белокаменка (Глубоковский район)
Белокаменка (каз. Белокаменка) — село в Глубоковском районе Восточно-Казахстанской области Казахстана. Входит в состав Секисовского сельского округа.

## География
Находится примерно в 20 км к востоку от районного центра, посёлка Глубокое. Код КАТО — 634037200.

## Население
В 1999 году население села составляло 583 человека (266 мужчин и 317 женщин). По данным переписи 2009 года, в селе проживали 502 человека (243 мужчины и 259 женщин).

### Известные люди
В селе родилась Резникова, Зинаида Васильевна — Герой Социалистического Труда.